# Ochthoeca thoracica
Az Ochthoeca thoracica a madarak osztályának a verébalakúak (Passeriformes) rendjébe és a királygébicsfélék (Tyrannidae) családjába tartozó faj.

## Rendszerezése
A fajt Władysław Taczanowski lengyel ornitológus írta le 1871-ben. Egyes szervezetek besorolása szerint a fahéjbegyű rigótirannusz (Ochthoeca cinnamomeiventris) alfaja Ochthoeca cinnamomeiventris thoracica néven.

## Előfordulása
Az Andok hegységben, Bolívia és Peru területén honos. A természetes élőhelye szubtrópusi és trópusi hegyi esőerdők, folyók és patakok környékén, valamint erősen leromlott egykori erdők. Állandó, nem vonuló faj.

## Megjelenése
Testhosszúsága 13–13,5 centiméter, testtömege 10,8–16 gramm.

## Életmódja
Rovarokkal táplálkozik.

## Természetvédelmi helyzete
Az elterjedési területe nagy, egyedszáma pedig stabil. A Természetvédelmi Világszövetség Vörös listáján nem fenyegetett fajként szerepel.